# 호주프

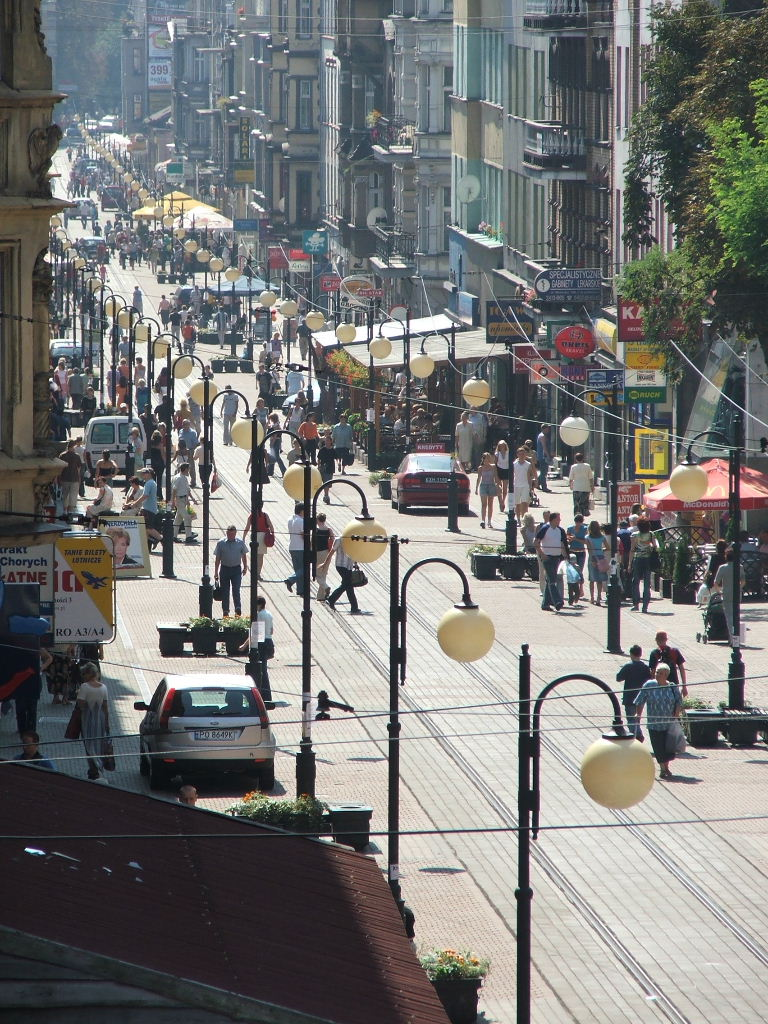
호주프

호주프(폴란드어: Chorzów, 독일어: Königshütte 쾨니히스휘테[*])는 폴란드 남부 슐레지엔 지방에 위치한 도시로 면적은 33.24km2, 인구는 113,162명(2009년 기준), 인구 밀도는 3,400명/km2이다. 행정 구역상으로는 실롱스크주에 속하며 1975년부터 1998년까지는 카토비체주에 속해 있었다.
카토비체 인근에 위치하며 비스와강의 지류인 라바 강(Rawa)과 접한다. 상실롱스크 공업 지대의 중심지이며 폴란드의 대표적인 공업 도시 가운데 한 곳이다.

시기
시 문장

## 자매 도시
- 체코 즐린
- 독일 이절론
- 이탈리아 테르몰리
- 헝가리 오즈드
- 프랑스 크레유
- 우크라이나 테르노필